# Rodoplasto

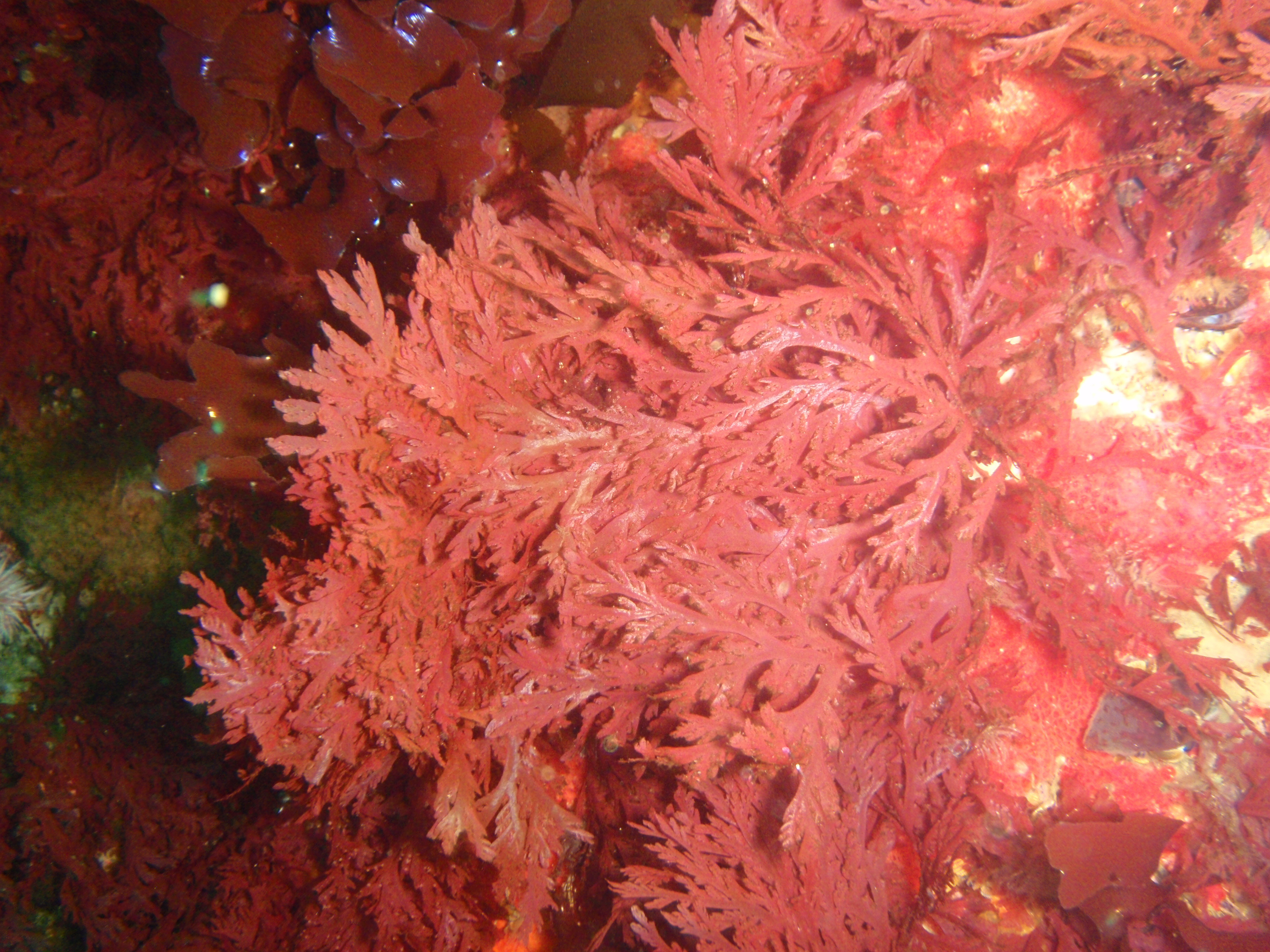
El color característico de las algas rojas (Rhodophyta) se debe a los pigmentos de los rodoplastos (ficocianina e ficoeritrina).

Rodoplasto es la denominación que suelen tener los plastos de las algas rojas y el género de proto-algas Rhodelphis. Al igual que los cloroplastos de las plantas verdes, cumplen una función fotosintética.
Su coloración varía de rojo a púrpura dependiendo de la profundidad del agua y los pigmentos que contiene. Su morfología varía de estrellada a forma de copa u ovoide, y puede contener pirenoides. Posee una envoltura de doble membrana y tilacoides repletos de ficobilisomas (agregados supermoleculares de ficobiliproteínas pigmentadas).
A diferencia de los cloroplastos de plantas y algas verdes, no contiene clorofila b. Los pigmentos rojos favorecen la absorción de la luz azul, lo que permite a las rodofitas habitar hasta unos 268m de profundidad y con tan solo 0.0005% de la luz solar.

## Estructura
La estructura de los rodoplastos es semejante a la de los feoplastos, en donde sus láminas de sacos planos están agrupadas en pares simples, en lugar de estar agrupadas en tríos.

## Origen y filogenia
Los rodoplastos comparten su origen con los cloroplastos de las plantas verdes (véase Origen de todas las plantas). Derivan también de los rodoplastos, los plastos de las algas cromofitas, es decir, las algas que adquirieron secundariamente los plastos por endosimbiosis con una alga roja.
Así pues, las algas rodofitas están relacionadas con las cromofitas al compartir el camino evolutivo de sus plastos;  lo que se puede representar en la siguiente filogenia, realizada a través del análisis filogenético de la proteína plastidial RuBisCO:
|           | Cyanidiophytina                |
|           |                                |
| Feoplasto | Ochrophyta (inc. algas pardas) |
|           | Ochrophyta (inc. algas pardas) |

|  | Rhodophytina (algas rojas)                                 |
|  |                                                            |
|  | \| \| Cryptophyta \| \| \| \| \| \| Haptophyta \| \| \| \| |
|  |                                                            |
|  | Cryptophyta                                                |
|  |                                                            |
|  | Haptophyta                                                 |
|  |                                                            |

|  | Cryptophyta |
|  |             |
|  | Haptophyta  |
|  |             |

|           | Cyanidiophytina                |
|           |                                |
| Feoplasto | Ochrophyta (inc. algas pardas) |
|           | Ochrophyta (inc. algas pardas) |

|  | Rhodophytina (algas rojas)                                 |
|  |                                                            |
|  | \| \| Cryptophyta \| \| \| \| \| \| Haptophyta \| \| \| \| |
|  |                                                            |
|  | Cryptophyta                                                |
|  |                                                            |
|  | Haptophyta                                                 |
|  |                                                            |

|  | Cryptophyta |
|  |             |
|  | Haptophyta  |
|  |             |

|           | Cyanidiophytina                |
|           |                                |
| Feoplasto | Ochrophyta (inc. algas pardas) |
|           | Ochrophyta (inc. algas pardas) |

|  | Rhodophytina (algas rojas)                                 |
|  |                                                            |
|  | \| \| Cryptophyta \| \| \| \| \| \| Haptophyta \| \| \| \| |
|  |                                                            |
|  | Cryptophyta                                                |
|  |                                                            |
|  | Haptophyta                                                 |
|  |                                                            |

|  | Cryptophyta |
|  |             |
|  | Haptophyta  |
|  |             |

|           | Cyanidiophytina                |
|           |                                |
| Feoplasto | Ochrophyta (inc. algas pardas) |
|           | Ochrophyta (inc. algas pardas) |

|  | Rhodophytina (algas rojas)                                 |
|  |                                                            |
|  | \| \| Cryptophyta \| \| \| \| \| \| Haptophyta \| \| \| \| |
|  |                                                            |
|  | Cryptophyta                                                |
|  |                                                            |
|  | Haptophyta                                                 |
|  |                                                            |

|  | Cryptophyta |
|  |             |
|  | Haptophyta  |
|  |             |